# قره‌خوجالو
قره‌خوجالو، روستایی است از توابع بخش پلدشت و در شهرستان ماکو استان آذربایجان غربی ایران.

## جمعیت
این روستا در دهستان زنگبار قرار داشته و بر اساس سرشماری سال ۱۳۸۵ جمعیت آن ۳۲۵نفر (۶۳ خانوار) 
بوده است.